# Toaletträning

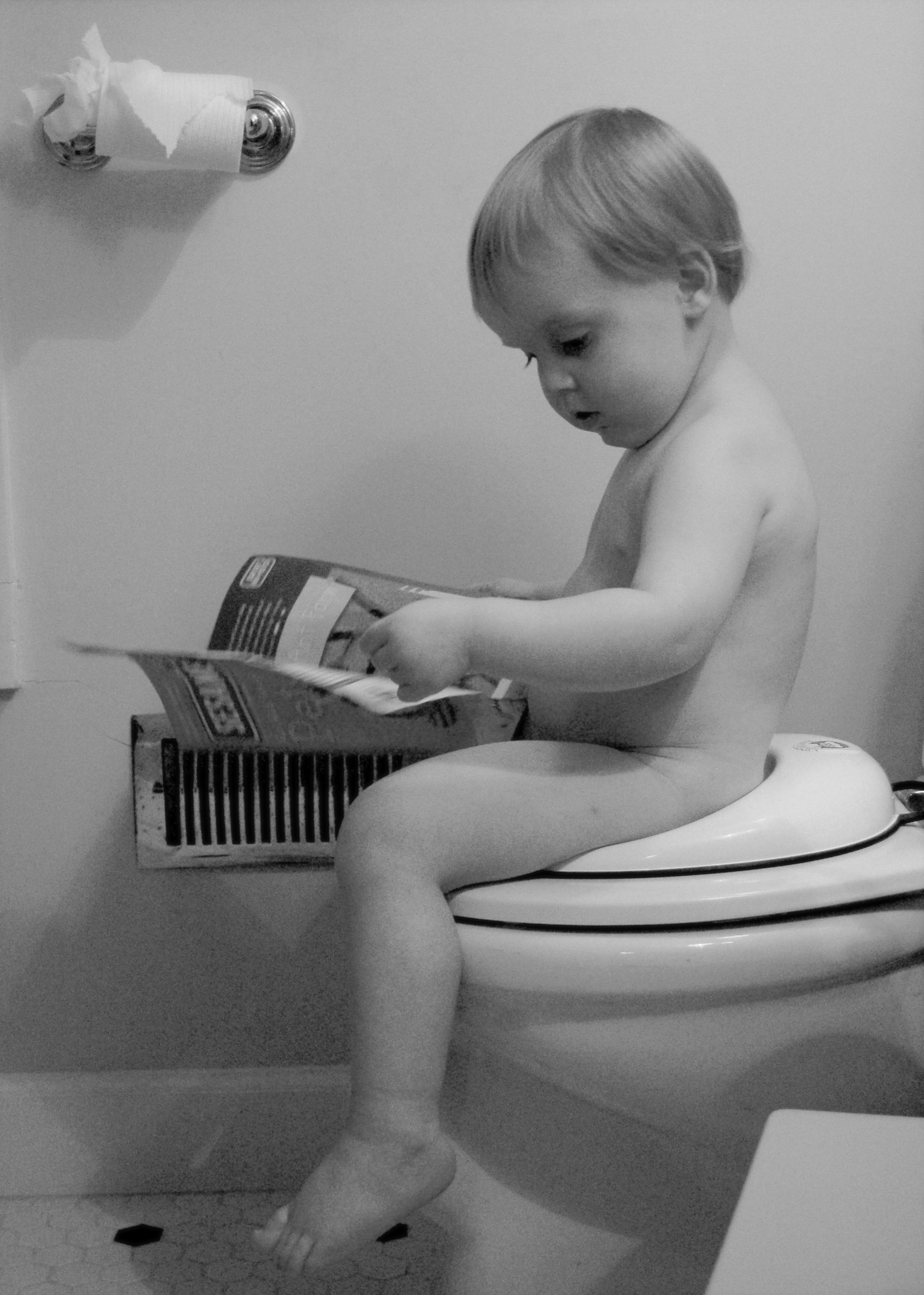
Toaletträning.

Toaletträning, eller potträning, är en process där ett barn lär sig att känna igen kroppens signaler för nödighet, samt att kontrollera kroppen så att urin och avföring kan lämnas i en potta eller toalett. Den som är toalettränad brukar sluta använda blöja. Toaletträning är något som alla friska barn behöver lära sig och få möjlighet att öva på. 

## Allmänt
Det går att låta bebisar urinera och lämna avföring i handfatet, på toaletten eller i pottan från födseln, om det känns bra för barnet och vårdnadshavaren. I vissa delar av Afrika, Asien och Indien, påbörjas potträningen strax efter födseln. I Vietnam påbörjas potträning vid tre till sex månaders ålder och barnen är blöjfria innan de fyllt ett år. I västvärlden började man förr med potträning tidigt och barnet sattes oftast på pottan så snart det klarade att sitta stadigt. Under 1950-talet var majoriteten av alla barn i västvärlden blöjfria vid 18 månaders ålder. Svenska barn har kommit att använda blöja allt högre upp i åldrarna. En orsak till detta är att dagens blöjor är så effektiva att barnet inte känner att det kissat på sig. Under 1970-talet slutade de flesta svenska barn med blöja när de var ett och ett halvt år. Under 1990-talet hade det ökat till två års ålder och tio år senare sträckte sig blöjåldern upp till tre år. År 2015 hade det svenska genomsnittsbarnet blöja tills det var fyra år.
Det kan variera hur lång tid toalett- eller potträningen tar. Vissa barn behöver mer tid än andra. Hur intensiv toaletträningen ska vara anpassas till barnet och familjens förutsättningar och det finns en mängd sätt att ta sig an träningen. Att tvinga barn till blöjavvänjning leder ofta till motgångar. Det rekommenderas att erbjuda barnet potta eller toalettbesök vid fasta tillfällen men även att följa barnet och låta det bestämma kring toalett eller pottbesöken, exempelvis tillåtas att gå på pottan eller toaletten även mitt under en måltid. I samband med toalett- eller potträningen är det lämpligt att lära barnet om handhygien. Vissa barn använder under en övergångsperiod blöja ibland, exempelvis på natten eller när barnet känner sig bekvämt med det. Det finns hjälpmedel för toaletträning att köpa, som toalettsits för barn som läggs på den ordinarie toalettsitsen.
När ett barn är rädd för att uträtta behov på pottan eller toaletten kallas det för pottskräck. Toalettvägran eller pottvägran definieras som att under minst en månads tid vägra använda pottan eller toaletten att bajsa i och i stället vilja ha blöja. En amerikansk studie från 1999 visade att toalettvägran förekommer hos 1 av 5 barn mellan 1,5–2,5 år. Att pott- och toaletträna barn tidigt verkar kunna minska risken för toalettvägran.

## Riktlinjer inom den svenska barnhälsovården
Sedan 2015 finns nya riktlinjer kring toaletträning upprättade av Rikshandboken i barnhälsovård. Barnhälsovården (BVC) har i uppdrag att informera föräldrar om toaletträning senast på 10-månaderskontrollen. Föräldrar ska informeras om barns eliminering och påverkansfaktorer för tidig blås- och tarmkontroll. Syftet är att hjälpa familjer bli blöjfria och undvika problem som kan uppkomma i samband med sen blöjavvänjning. Att använda blöjor länge ökar risken för både urinvägsinfektioner och förstoppning.

## Babypottning
Forskning visar att barn har förmåga att kommunicera behov av att tömma urinblåsa och tarm redan vid födseln. Genom att föräldrarna observerar barnets signaler och rutiner, samt erbjuder en plats att kissa eller bajsa på, kan bebisen bli helt eller delvis blöjfri tidigt. Detta kallas för babypottning på svenska, eller EC, Elimination communication. 

### Skillnad mellan babypottning och toaletträning
Babypottning är inte samma sak som pott/toaletträning. Babypottning ligger under föräldrarnas ansvar där föräldrarna hela tiden är aktivt involverade. Toaletträning innebär att ansvaret för att hantera toalettbehoven successivt förs över på barnet, i den mån det är möjligt med tanke på barnets ålder. Barnet lär sig att känna igen känslan av nödighet och att själv agera på den, det vill säga att ta sig till en potta eller toalett. Detta brukar ett barn börja klara av vid omkring 18 månaders ålder. 

## Genomförande
Toaletträning bör ske som ett nära samarbete mellan förälder och barn i positiv anda. Det är också viktigt att välja en tidpunkt då föräldrarna är väl motiverade. Utöver det kan man utgå ifrån följande riktlinjer för att ta reda på om tillfället för att påbörja toaletträningen är lämpligt:
- Att barnet är friskt och mår bra
- Att familjesituationen är lugn och trygg
- Att barnet kan följa enklare instruktioner
- Att barnet kan kommunicera sin egen vilja i form av t.ex. ljud, signaler, kroppsspråk eller tal
- Att barnet kan gå till och från pottan själv

Det finns olika sätt att toaletträna på och varje familj måste själva bestämma vilket tillvägagångssätt som känns bäst. Två vanliga tillvägagångssätt är blöjfri toaletträning och rutinpottning. Blöjfri toaletträning går ut på att ta av blöjan och under några sammanhängande dagar guida barnet utifrån kroppens behov och signaler tills barnet uppsöker pottan på eget initiativ, med eller utan hjälp. 
Rutinpottning går ut på att erbjuda barnet pottan vid bestämda tidpunkter på dagen, oavsett om barnet har behov av att kissa/bajsa eller inte. Mellan rutintillfällena används blöja. Toaletträning enligt det här tillvägagångssättet görs vanligtvis över en längre tidsperiod då det tar tid för barnet att lära känna sina signaler eftersom pottan erbjuds på rutin och inte utifrån barnets behov.
En del barn föredrar att sitta på pottan, andra på toaletten, och man kan välja det som barnet föredrar. En potta har fördelen att den kan flyttas runt i hemmet vilket kan underlätta i början när barnet lär sig. 

## Sittposition
Det är viktigt att hjälpa barnet till en bra sittposition på pottan/toaletten. Barnet bör sitta med benen isär och med stöd för fötterna så att knäna befinner sig i en högre nivå än höfterna. I den positionen är det lättare att slappna av och tömma tarmen. Att använda en potta är bättre än toaletten ur det perspektivet. Om barnet använder en toalett är det viktigt att ha en pall med rätt höjd som stöd under fötterna.    

## Torr på natten
Många barn har nattblöja långt upp i åldrarna, trots att de är torra på dagen. Forskning visar att barn kan bli torra på natten betydligt tidigare genom träning. Uppnående av blåskontroll, både dagtid och nattetid, är direkt relaterat till åldern när toaletträningen påbörjas. Barn som ofrivilligt kissar i sängen och är äldre än sex år anses vara sängvätare.